# Tomislavgrad
Tomislavgrad (kyrilliska: Томиславград, äldre namn: Duvno) är en ort i kommunen Tomislavgrad i Kanton 10 i västra Bosnien och Hercegovina. Orten ligger cirka 98 kilometer väster om Sarajevo och cirka 62,5 kilometer nordväst om Mostar. Tomislavgrad hade 5 587 invånare vid folkräkningen år 2013.
Av invånarna i Tomislavgrad är 81,89 % kroater, 17,00 % bosniaker, 0,29 % serber och 0,20 % albaner (2013).
Namnet Tomislavgrad kommer från Kroatiens förste kung Tomislav I som lät kröna sig år 925 vid fältet Duvansko polje, på vilket orten är belägen. Mellan åren 1946 och 1990 hette orten Duvno.

## Bildgalleri

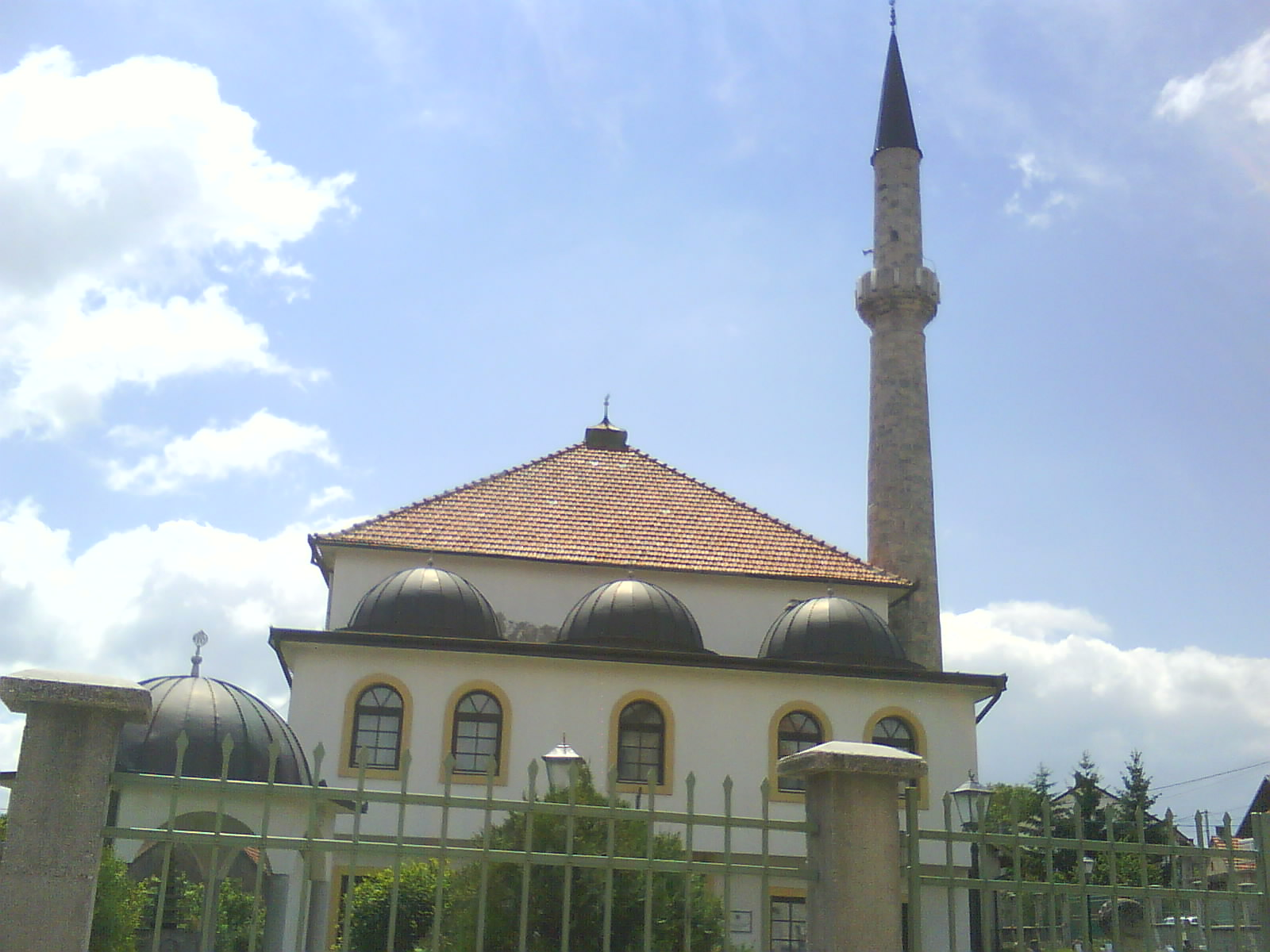
Moské i Tomislavgrad.
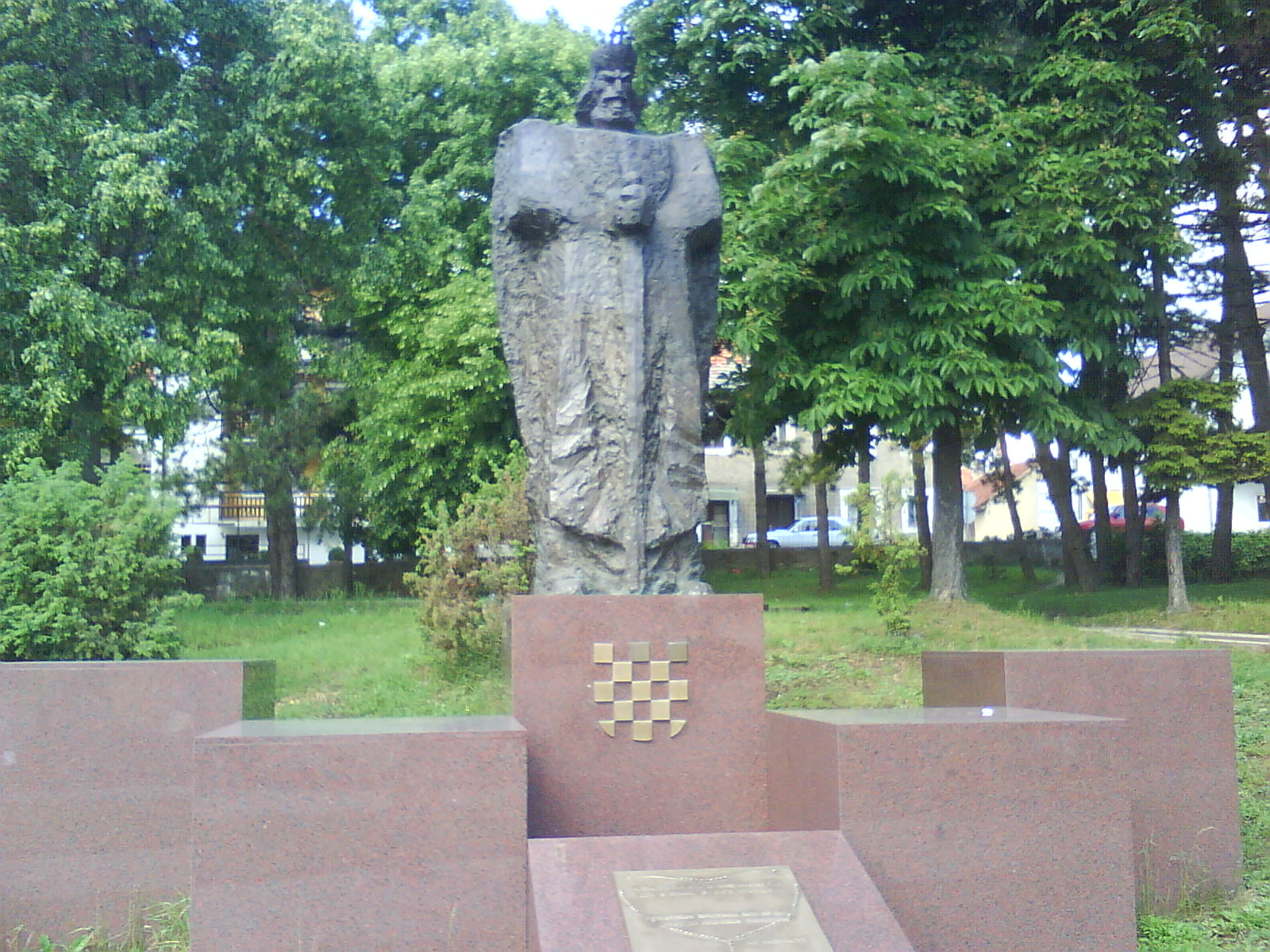
Staty av kung Tomislav.
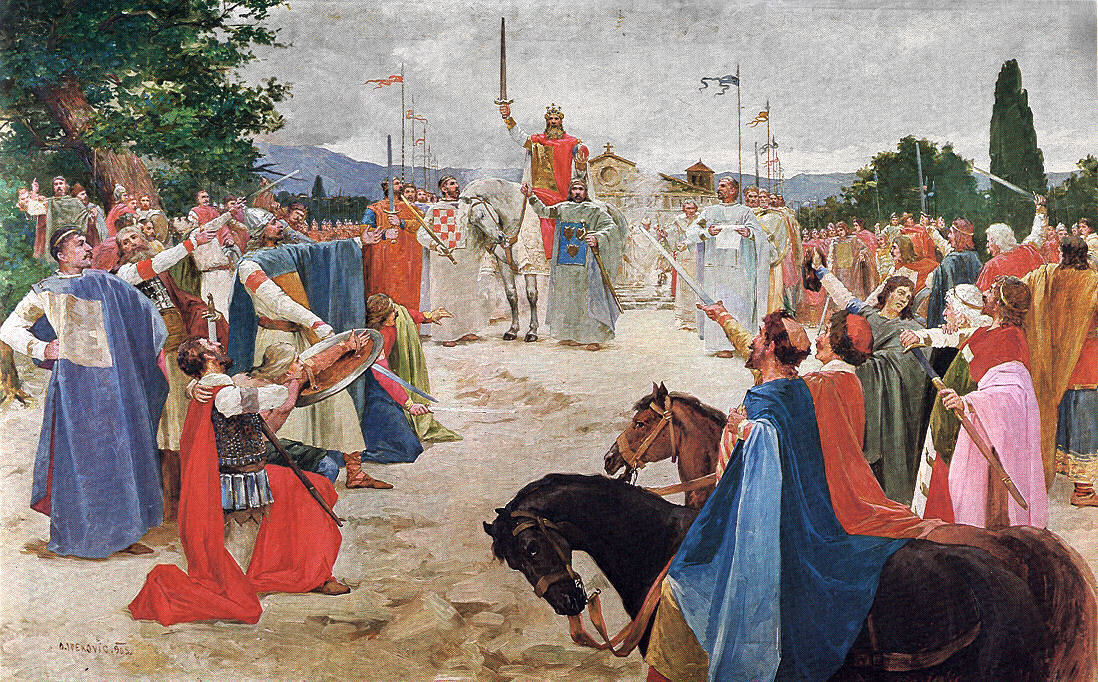
Sentida målning av Oton Iveković över kung Tomislav I:s kröning 925.